# Santa Rosalía (Portuguesa)
Santa Rosalía is een gemeente in de Venezolaanse staat Portuguesa. De gemeente telt 15.300 inwoners. De hoofdplaats is El Playón.